# Sérgio Galocha
Luís Sérgio Ferreira, o Sérgio Galocha (São Jerônimo, 27 de dezembro de 1948 — Canoas, 16 de outubro de 2010) Foi um futebolista brasileiro que atuou como atacante. 

## Carreira
Cresceu em Butiá-RS, onde aprendeu a jogar futebol, veio a falecer em 16 de outubro de 2010,em consequência de complicação da diabetes, jogou no Internacional de 1967 a 1972, além de também ter atuado no Atlético-PR, Fluminense e CSA. O ídolo colorado ficou conhecido como Galocha, pois certa vez, em um dia chuvoso, o atacante chegou de galochas no estádio dos Eucaliptos e foi motivo de chacota entre os colegas.Venceu quatro vezes o Campeonato Gaúcho e foi duas vezes vice-campeão do Torneio Roberto Gomes Pedrosa (1967 e 1968) com o Internacional. Jogou nas categorias de base do Inter e foi titular no time profissional com 19 anos. Ficou marcado por disputar posição com Bráulio, o “Garoto de Ouro”, no final da década de 1960,será sempre lembrado por marcar o gol da vitória do Internacional no primeiro Gre-Nal disputado em Campeonatos Brasileiros. Depois desta partida, o Inter comandou a maior série invicta nos clássicos, ficando 17 partidas sem perder.Durante o período de sua enfermidade, foi assistido pelo S C Internacional e seus sócios e torcedores, inclusive com doações e acompanhamento médico e assistencial.

## Morte
Morreu no dia 16 de outubro de 2010, na cidade de Canoas, vítima de Diabetes mellitus.